# Григорий (Церцвадзе)
Митрополи́т Григо́рий (груз. მიტროპოლიტი გრიგოლი, в миру Гео́ргий Алекса́ндрович Церцва́дзе, груз. გიორგი ალექსანდრეს ძე ცერცვაძე; 18 мая 1910, село Вазисубани, Телавский уезд, Тифлисская губерния — 1 февраля 1991) — епископ Грузинской православной церкви, митрополит Алавердский.

## Биография
Родился 18 мая 1910 года в селе Вазисубани Телавского уезда Тифлисской губернии. В 1928 году окончил среднюю школу в Гурджаани. После этого работал в колхозе села Вардис-Убани. В 1933—1935 годы проходил военную службу, после чего вернулся на родину.
В 1950 году окончил пастырскую школу при монастыре Шуамта, куда был принят послушником и одновременно прислуживал в церкви святого Георгия в Телави.
18 февраля 1948 года в кафедральном соборе Сиони в Тбилиси Католикосом-Патриархом всея Грузии Каллитратом был рукоположён в сан диакона. 24 февраля того же года в церкви святого Александра Невского в Тбилиси Католикосом-Патриархом Каллистратом был рукоположён в сан священника и назначил клириком храма святого Георгия в Телави. С 1 января 1954 года служил настоятелем Преображенской церкви в Телави. В начале 1971 года Католикосом-Патриархом Ефремом II был возведён в сан протоиерея.
21 мая 1976 года по благословению Католикоса-Патриарха Давида V принял монашество с именем Григорий. 22 мая того же года кафедральном соборе Сиони в Тбилиси состоялась его хиротония во епископа Алавердского, которую совершили: Католикос-Патриарх Давид V, митрополит Тетрицкаройский Зиновий (Мажуга), митрополит Чкондидский Роман (Петриашвили), епископ Цилканский Гаий (Кератишвили), епископ Манглисский Георгий (Гонгадзе).
В последовавшем после смерти 9 ноября 1977 года Католикоса-Патриарха Давида V противостоянии сторонников и противников избрания митрополита Илии (Шиолашвили) на патриарший престол, последовательно поддерживал последнего. 25 декабря 1977 года во время интронизации в Мцхетском патриаршем храме Светицховели вместе с Манглисским Георгием (Гонгадзе) вручил новому католикосу-патриарху крест, панагии и древнюю митру грузинских патриархов.
4 января 1978 года Католикосом-Патриархом Илиёй II возведён в сан митрополита. 15 октября 1980 года был награждён правом ношения бриллиантового креста на клобуке и правом ношения второй панагии.
Скончался в начале февраля 1991 года. В то время в Грузии шла гражданская война. 6 февраля 1991 года в Алавердском кафедральном соборе Католикос-Патриарх Илия II возглавил отпевание митрополита Григория.